# Tevin Brown
Pour les articles homonymes, voir Brown.
Tevin Brown, né le 23 septembre 1998 à Fairhope, en Alabama, est un joueur américain de basket-ball évoluant au poste d'arrière.

## Biographie

### Carrière universitaire
Entre 2018 et 2022, il joue pour les Racers de Murray State à l'université d'État de Murray.

### Carrière professionnelle

#### Mad Ants de Fort Wayne (2022-2023)
Le 23 juin 2022, automatiquement éligible à la draft 2022 de la NBA, il n'est pas sélectionné.
En juillet 2022, il participe à la NBA Summer League de Las Vegas avec les Pacers de l'Indiana.
Le 14 octobre 2022, il signe un contrat avec les Pacers de l'Indiana. Le lendemain, il est libéré par les Pacers.
Le 23 octobre 2022, il rejoint les Mad Ants de Fort Wayne, l'équipe de G-League affiliée aux Pacers.

#### Canterbury Rams (mars - juil.2023)
Le 17 mars 2023, il signe avec l'équipe néo-zélandaise des Canterbury Rams pour la saison 2023 de NBL.
Il est nommé dans le meilleur cinq majeur de la saison et aide les Rams à remporter le titre de champion en battant Auckland Tuatara (en) 93 à 82 en finale. Il est également nommé MVP de la finale avec 23 points et 12 rebonds.

#### Metropolitans 92 (2023-2024)
Le 31 juillet 2023, il signe avec l'équipe française des Metropolitans 92.

## Palmarès

### Universitaire
- 3× First-team All-OVC en 2020, 2021 et 2022

### En club
- Champion de Nouvelle-Zélande en 2023
- MVP de la finale du championnat de Nouvelle-Zélande en 2023
- Nommé dans le meilleur cinq majeur du championnat de Nouvelle-Zélande en 2023

## Statistiques

### Universitaires
Les statistiques de Tevin Brown en matchs universitaires sont les suivantes :
| Saison    | Équipe       | Matchs   | Titul.   | Min./m   | % Tir    | % 3pts   | % LF     | Rbds/m.  | Pass/m.  | Int/m.   | Ctr/m.   | Pts/m.   |
| --------- | ------------ | -------- | -------- | -------- | -------- | -------- | -------- | -------- | -------- | -------- | -------- | -------- |
| 2017-2018 | Murray State | Redshirt | Redshirt | Redshirt | Redshirt | Redshirt | Redshirt | Redshirt | Redshirt | Redshirt | Redshirt | Redshirt |
| 2018-2019 | Murray State | 33       | 33       | 32,8     | 41,4     | 37,2     | 80,9     | 4,67     | 2,27     | 1,09     | 0,58     | 11,76    |
| 2019-2020 | Murray State | 32       | 32       | 37,3     | 44,7     | 41,9     | 73,7     | 4,62     | 3,66     | 1,19     | 0,38     | 17,88    |
| 2020-2021 | Murray State | 26       | 26       | 35,5     | 42,2     | 37,2     | 72,1     | 5,88     | 4,27     | 1,38     | 0,62     | 14,73    |
| 2021-2022 | Murray State | 34       | 34       | 35,1     | 42,7     | 38,4     | 74,8     | 5,59     | 3,06     | 1,38     | 0,62     | 16,82    |
| Carrière  | Carrière     | 125      | 125      | 35,2     | 42,8     | 38,6     | 74,6     | 5,16     | 3,26     | 1,26     | 0,54     | 15,32    |